# Lophoceros
A Lophoceros a madarak osztályába, a szarvascsőrűmadár-alakúak (Bucerotiformes) rendjébe és a szarvascsőrűmadár-félék (Bucerotidae) családjába tartozó nem. Régebben a Tockus nembe sorolták ezeket a fajokat is.

## Rendszerezésük
A nemet Wilhelm Hemprich és Christian Gottfried Ehrenberg német zoológusok írták le 1833-ban, az alábbi fajok tartoznak ide:
- törpetokó (Lophoceros camurus)
- koronás tokó (Lophoceros alboterminatus)
- Bradfield-tokó (Lophoceros bradfieldi)
- guineai tokó (Lophoceros fasciatus)
- Hemprich-tokó (Lophoceros hemprichii)
- szürke tokó (Lophoceros nasutus)
- Lophoceros pallidirostris

## Előfordulásuk
Afrika területén honosak. Természetes élőhelyeik a szubtrópusi és trópusi esőerdők, száraz erdők, szavannák és cserjések, valamint emberi környezet. Állandó, nem vonuló fajok.

## Megjelenésük
Testhosszuk 30-58 centiméter körüli.